# Ami (藤原さくらの曲)
「Ami」（アミ）は、日本のシンガーソングライター・藤原さくらの楽曲。2020年2月12日にSPEEDSTAR RECORDSから配信限定シングルとしてリリースされた。2020年6月3日にアナログレコードでリリースされた。

## 解説
『Twilight』との同時リリースで、共にテレビ東京系のドラマ『100文字アイデアをドラマにした！』の主題歌。
ジャケットデザインは藤田二郎が担当した。
2月19日にYouTubeにてドキュメンタリー「Ami (Documentary)」が公開される。この映像は2019年のライブハウスツアーでのライブ、リハーサル、オフショットやインタビューで構成されたドキュメンタリー映像となっている。
2020年6月3日に『Twilight / Ami』というタイトルで、7インチのアナログレコードをリリースする。

## 制作背景
2019年の秋から年末にかけて開催したライブハウスツアーのバンドメンバーである、須田洋次郎（ミツメ）、猪爪東風（ayU tokiO）、渡辺将人（COMEBACK MY DAUGHTERS）が参加。
アレンジは「藤原さくら」とクレジットされているが、「Twilight」と同様に、事前に藤原さくらが作ったデモをもとにメンバーと話し合いながらヘッドアレンジで作り上げていった。ピクシーズやザ・キュアーら80〜90年代のロックにインスパイアされている。
2019年のTwilightツアーはほぼ全編を通してエレクトリック・ギターを持ち、エフェクターを踏んで演奏するスタイルのライブだったことから、「Ami」はそのツアーの雰囲気に合った「インディー・ロックっぽいサウンド」を志向して作られた楽曲である。編成に鍵盤がおらず、ベース、ドラム、2ギターというシンプルな編成で最小限のギターアンサンブルにしたので、音数が少ないアレンジになっている。
ツアーを通してアレンジを練り上げていったためライブで披露されたアレンジと音源のそれは若干異なっている。ツアー初日（2019年9月27日）のLIQUIDROOMでの演奏と比べると、リリースされた音源ではテンポが落ちているなどアレンジ面に変化がある。
以前はライブでも楽曲でもクラシック・ギターやアコースティック・ギターがメインだったが、今作でエレキギターを採用したのは、「フジロックフェスティバル '19」で観たステラ・ドネリーの影響があったからだと公言している。そこから「エレキギター・モード」になり、Twilightツアーもエレクトリック・ギターをメインにしたという。
本作のボーカルにはショートディレイのエフェクトをかけているが、これは「LOVE PSYCHEDELICOやボーイ・パブロみたいなエフェクト処理をした声」を意識したと語っている。

## 参加ミュージシャン
- 藤原さくら - ボーカル、ギター、 コーラス
- 須田洋次郎（ミツメ）- ドラムス
- 渡辺将人（COME BACK MY DAUGHTERS）- ベース
- 猪爪東風（ayU tokiO）- ギター